# Геологічні пошуки корисних копалин

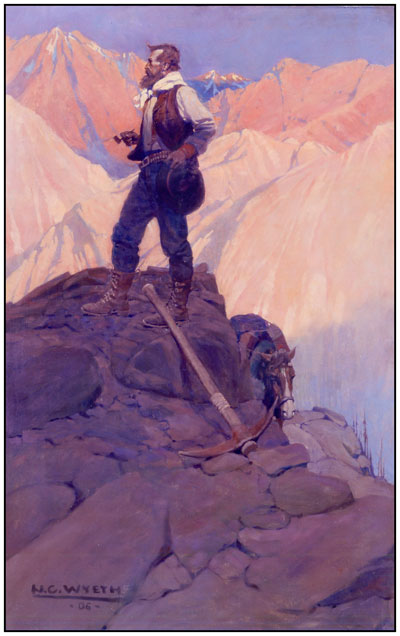
«Геологорозвідник», Ньюелл Конверс Ваєт, 1906 рік

Геологічні пошуки корисних копалин (рос. поиски геологические, англ. geological prospecting; англ. mineral prospecting; нім. Schürfen n, Prospektion f, Prospektieren n) — сукупність геологічних, геохімічних, геофізичних та гірничо-бурових робіт з виявлення родовищ корисних копалин. Синонімічний вираз — пошуки родовищ корисних копалин.